# Ubuntu Kylin
Ubuntu Kylin (kinesiska: 优麒麟; pinyin: Yōu Qílín) är den officiella kinesiska utgåvan av operativsystemet Ubuntu. Det är designat för privat bruk, och anses vara "en lös uppföljare till Kylin OS". 2013 nådde Canonical ett avtal med kinesiska staten om att samarbeta kring utvecklingen av ett operativsystem baserat på Ubuntu anpassat för den kinesiska marknaden.
Den första officiella utgåvan, Ubuntu Kylin 13.04, släpptes den 25 april 2013, samma dag som Ubuntu 13.04 (Raring Ringtail). Flera funktioner anpassade för Kina ingick, bland annat kinesisk tecken-inmatning och kinesisk kalender.